# 矢吹太朗
矢吹 太朗（やぶき たろう、1976年 -）は、日本の科学者。博士（科学）（東京大学）。千葉工業大学社会システム科学部プロジェクトマネジメント学科及び社会システム科学研究科マネジメント工学専攻准教授。（2012年4月 -）。専門分野はWeb、ソフトウェア開発、コミュニケーション、集合知、教育工学。

## 略歴
- 1976年 - に生まれる[3]
- 1982年 - 保育園卒業
- 1988年 - 小学校卒業
- 1991年 - 中学校卒業
- 1994年 - 高等学校卒業
- 1998年 - 東京大学理学部天文学科卒業
- 1999年 - 東京大学大学院理学系研究科天文学専攻（天文学教育研究センター）中退
- 2001年 - 修士（科学、東京大学）
- 2003年 - 研究拠点形成アシスタント（東京大学工学系研究科）
- 2004年 - 博士（科学, 東京大学大学院 新領域創成科学研究科 基盤情報学専攻）
- 2004年 - 青山学院大学助手
- 2007年 - 青山学院大学助教
- 2012年 - 千葉工業大学准教授

## 人物
集団で何かを作ったり学んだりする技術、それが研究室で利用される技術であり、求められる技術でもあると氏は考えている。爆発的に普及しているFacebookやTwitterなどのソーシャルメディア、Wikiのような共同作業ツール、研究室という集団で、それらを利用しながら、それらを改善する技術を生み出したいとしている。そのためのアイディアと、アイディアを実現する情報技術（プログラミング技術など）を追求している。

## 学会活動
- 情報処理学会（1999年 -）
- 人工知能学会（1999年 -）
- 電子情報通信学会（2010年 -）
- 日本データベース学会（2010年 -）
- プロジェクトマネジメント学会（2012年 -）
- Association for Computing Machinery (2016年 -)

## 著書
- 『基礎からしっかり学ぶC++の教科書』（単著、2007年、日経BP社 ）
- 『Webアプリケーション構築入門』（単著、2011年、森北出版）
- 『文法からはじめるプログラミング言語Microsoft Visual C++入門』（単著、2009年、日経BPソフトプレス）
- 『Microsoft Visual Web Developer 2008 Express Edition入門』（単著、2008年、日経BPソフトプレス）
- 『初級プログラマのためのWebアプリケーション構築入門』（単著、2007年、森北出版）
- 『デヴィッド・ボウイ・ファイル』（共著、2005年、シンコーミュージック・エンタテインメント）
- 『U2ファイル』（共著、2005年、シンコーミュージック・エンタテインメント）
- 『Genetic programming using a Turing complete representation: recurrent network consisting of trees』（共著、2004年、Idea Group Inc）